# Premio Goya per il miglior regista esordiente
Il premio Goya per il miglior regista esordiente (premio Goya a la mejor dirección novel o premio Goya al mejor director novel) è un premio cinematografico assegnato annualmente dall'Academia de las Artes y las Ciencias Cinematográficas de España a partire dal 1990 al miglior regista esordiente di un film di produzione spagnola uscito nelle sale cinematografiche nel corso dell'anno precedente.

## Albo d'oro
I vincitori sono indicati in grassetto, a seguire gli altri candidati.

### Anni 1990-1999
- 1990: Ana Díez - Ander e Yul (Ander eta Yul)
  - Cristina Andreu - Brumal
  - Isabel Coixet - Troppo vecchio per morire giovane (Demasiado viejo para morir joven)
  - Teodoreo Ríos e Santiago Ríos - Guarapo
  - Xavier Villaverde - Continental
- 1991: Rosa Vergés - Boom, Boom
  - Francisco Periñán - Il vento del desiderio (Contra el viento)
  - José María Carreño - Pecore nere (Ovejas negras)
- 1992: Juanma Bajo Ulloa - Ali di farfalla (Alas de mariposa)
  - Ana Belén - Come essere donna senza lasciarci la pelle (Como ser mujer y no morir en el intento)
  - Manuel Gómez Pereira - Salsa rosa
- 1993: Julio Medem - Vacas
  - Álex de la Iglesia - Azione mutante (Acción mutante)
  - Chus Gutiérrez - Sublet
- 1994: Mariano Barroso - Il suo fratello dell'animo (Mi hermano del alma)
  - Arantxa Lazcano - Gli anni oscuri (Los años oscuros)
  - José Ángel Bohollo - Ciénaga
- 1995: Santiago Aguilar e Luis Guridi - Giustino, un assassino della terza età (Justino, un asesino de la tercera edad)
  - Héctor Carré - Dame lume
  - Álvaro Fernández Armero - Tutto è bugia (Todo es mentira)
- 1996: Agustín Díaz Yanes - Nessuno parlerà di noi (Nadie hablará de nosotras cuando hayamos muerto)
  - Manuel Huerga - Antárdida
  - Icíar Bollaín - Hola, ¿estás sola?
- 1997: Alejandro Amenábar - Tesis
  - David Trueba - La buena vida
  - Alfonso Albacete, Miguel Bardem e David Menkes - Más que amor, frenesí
- 1998: Fernando León de Aranoa - Familia
  - Mireia Ros - La moños
  - Fernando Cámara e David Alonso - Memorias del ángel caído
- 1999: Santiago Segura - Torrente, el brazo tonto de la ley
  - Javier Fesser - El milagro de P. Tinto
  - Miguel Albaladejo - La primera noche de mi vida
  - Salvador García - Mensaka. Páginas de una historia

### Anni 2000-2009
- 2000: Benito Zambrano - Solas
  - Miguel Bardem - La mujer más fea del mundo
  - María Ripoll - Lluvia en los zapatos
  - Mateo Gil - Nadie conoce a nadie
- 2001: Achero Mañas - El bola
  - Daniel Monzón - El corazón del guerrero
  - Cesc Gay - Krámpack
  - Patricia Ferreira - Sé quién eres
- 2002: Juan Carlos Fresnadillo - Intacto
  - Víctor García León - Más pena que Gloria
  - Carlos Molinero - Salvajes
  - Javier Balaguer - Solo mia (Sólo mía)
- 2003: Julio Wallowits e Roger Gual - Smoking Room
  - Inés París e Daniela Fejerman - A mia madre piacciono le donne (A mi madre le gustan las mujeres)
  - Eduard Cortés - La vida de nadie
  - Ramón Salazar - Piedras
- 2004: Ángeles González-Sinde - La suerte dormida
  - David Serrano - Días de fútbol
  - Jaime Rosales - Las horas del día
  - Pablo Berger - Torremolinos 73 - Ma tu lo faresti un film porno? (Torremolinos 73)
- 2005: Pablo Malo - Frío sol de invierno
  - Ramón de España - Haz conmigo lo que quieras
  - Vicente Peñarrocha - Fuera del cuerpo
  - Santi Amodeo - Astronautas
- 2006: José Corbacho e Juan Cruz - Tapas
  - Asier Altuna e Telmo Esnal - Aupa Etxebeste!
  - Guillem Morales - El habitante incierto
  - Santiago Tabernero - Vida y color
- 2007: Daniel Sánchez Arévalo - Azul oscuro casi negro
  - Carlos Iglesias - Un Franco 14 pesetas
  - Javier Rebollo - Lo que sé de Lola
  - Jorge Sánchez-Cabezudo - La notte dei girasoli (La noche de los girasoles)
- 2008: Juan Antonio Bayona - The Orphanage (El Orfanato)
  - Tom Fernández - La Torre de Suso
  - David e Tristán Ulloa - Pudor
  - Félix Viscarret - Bajo las estrellas
- 2009: Santiago A. Zannou - El truco del manco
  - Belén Macías - El patio de mi cárcel
  - Nacho Vigalondo - Timecrimes (Los Cronocrímenes)
  - Irene Cardona Bacas - Un novio para Yasmina

### Anni 2010-2019
- 2010: Mar Coll - Tres dies amb la família
  - David Planell - La vergüenza
  - Borja Cobeaga - Pagafantas
  - Antonio Naharro e Álvaro Pastor - Yo, también

- 2011: David Pinillos - Il gusto dell'amore (Bon appétit)
  - Emilio Aragón - Pájaros de papel
  - Juana Macías - Planes para mañana
  - Jonás Trueba - Todas las canciones hablan de mí

- 2012: Kike Maíllo - Eva
  - Paula Ortiz - De tu ventana a la mía
  - Paco Arango - Maktub
  - Eduardo Chapero-Jackson - Verbo

- 2013: Enrique Gato - Le avventure di Taddeo l'esploratore (Las aventuras de Tadeo Jones)
  - Paco León - Carmina o revienta
  - Oriol Paulo - El cuerpo
  - Isabel de Ocampo - Evelyn

- 2014: Fernando Franco - La herida
  - Neus Ballús - La plaga
  - Jorge Dorado - Mindscape
  - Rodrigo Sorogoyen - Stockholm

- 2015: Carlos Marqués-Marcet - 10.000 km 
  - Juanfer Andrés, Esteban Roel - Musarañas
  - Curro Sánchez Varela - Paco de Lucía: la búsqueda
  - Beatriz Sanchis - Todos están muertos

- 2016: Daniel Guzmán - A cambio de nada
  - Dani de la Torre - Desconocido - Resa dei conti (El desconocido)
  - Leticia Dolera - Requisitos para ser una persona normal
  - Juan Miguel del Castillo - Techo y comida

- 2017: Raúl Arévalo - La vendetta di un uomo tranquillo (Tarde para la ira)
  - Salvador Calvo - 1898: Los últimos de Filipinas
  - Marc Crehuet - El rey tuerto
  - Nely Reguera - María (y los demás)

- 2018: Carla Simón - Estate 1993 (Estiu 1993)
  - Sergio G. Sánchez - Marrowbone (El secreto de Marrowbone)
  - Javier Ambrossi e Javier Calvo - La llamada
  - Lino Escalera - No sé decir adiós

- 2019: Arantxa Echevarría - Carmen y Lola
  - Andrea Jaurrieta - Ana de día
  - Cesar Esteban Alenda e José Esteban Alenda - Sin fín
  - Celia Rico - Viaje al cuarto de una madre

### Anni 2020-2029
- 2020: Belén Funes - La hija de un ladrón
  - Salvador Simó - Buñuel - Nel labirinto delle tartarughe (Buñuel en el laberinto de las tortugas)
  - Galder Gaztelu-Urrutia - Il buco (El hoyo)
  - Aritz Moreno - Ventajas de viajar en tren

- 2021: Pilar Palomero - Las niñas
  - David Pérez Sañudo - Ane
  - Bernabé Rico - El inconveniente
  - Nuria Giménez Lorang - My Mexican Bretzel

- 2022: Clara Roquet - Libertad
  - Carol Rodríguez Colas - Chavalas
  - Javier Marco Rico - Josefina
  - David Martín de los Santos - La vida era eso

- 2023: Alauda Ruiz de Azúa - Lullaby
  - Carlota Pereda - Piggy
  - Elena López Riera - El agua
  - Juan Diego Botto - Tutto in un giorno
  - Mikel Gurrea - Suro

- 2024: Estibaliz Urresola Solaguren - 20.000 especies de abejas
  - Itsaso Arana - Las chicas están bien
  - Álvaro Gago - Matria
  - Alejandro Rojas e Juan Sebastián Vasquez - Upon Entry - L'arrivo (La llegada)
  - Alejandro Marín - Te estoy amando locamente